# V/H/S
V/H/S é um filme de antologia de terror produzido nos Estados Unidos e dirigido por Adam Wingard, David Bruckner, Ti West, Glenn McQuaid, Joe Swanberg e Radio Silence. O filme consiste em uma série de curtas de terror e um enredo básico para torná-lo mais lógico.
Apesar de ter sido lançado em 2012, seu lançamento nos streamings ocorreu somente em dezembro de 2016. O filme conta com 1h e 55m de duração e possui avaliação mista com 56% no Rotten Tomatoes.
O filme gerou continuações, V/H/S/2, V/H/S: Viral, V/H/S 94, V/H/S 85 e o mais recente V/H/S Beyond, lançado em 2024.